# Miovasu (inslagkrater)
Miovasu is een inslagkrater op de planeet Venus. Miovasu werd in 1997 genoemd naar Miovasu, een Cheyenne meisjesnaam.
De krater heeft een diameter van 4,5 kilometer en bevindt zich in het quadrangle Meskhent Tessera (V-3).